# Биологическая деструкция
Биологические деструкти́вные проце́ссы — разрушение клеток и тканей в ходе жизнедеятельности организма или после его смерти. Эти изменения широко распространены и встречается как в норме, так и в патологии. Биологическая деструкция, наряду с дегенеративными (дистрофическими) изменениями, относится к альтеративным процессам.

## Классификация
Различают четыре формы биологической деструкции:
- клеточная гибель
- изолированное разрушение межклеточного вещества (обозначается как деградация, деполимеризация или лизис межклеточного вещества)
- некроз
- разложение тканей мёртвого тела.

Клеточная гибель, деградация межклеточных структур и некроз развиваются не только при патологических процессах, но и в процессе жизнедеятельности, например, периодический некроз слизистой оболочки матки (эндометрия) у женщин репродуктивного возраста. Более того, о клеточной гибели можно говорить и в случае разрушения клеток в культуре (in vitro), т.е. вне организма.
Термин «некроз» в современной патологии имеет два значения — некроз как разрушение ткани in vivo и как форма клеточной гибели, альтернативная апоптозу (онкоз). Объёмы этих понятий совпадают лишь частично. В ряде случаев они характеризуют независимые друг от друга процессы. Поэтому для обозначения формы клеточной гибели целесообразно использовать термин «онкоз», а понятию «некроз» оставить его классическое значение.

## Клеточная гибель
Клеточная гибель — разрушение как отдельных клеток, так и клеток в составе погибающей ткани.
Учение о клеточной гибели — одно из наиболее бурно развивающихся направлений в биологии. Это обусловлено не только теоретическим интересом, но и практическими запросами клинической медицины. Зная, как погибает клетка, можно разрабатывать технологии, предотвращающие или усиливающие этот процесс, исходя из интересов больного организма.

### Классификация форм клеточной гибели
I. Общебиологическое значение
1. Физиологическая (естественная)
2. Насильственная
3. Возрастная (старческая).

II. Механизм гибели клетки
1. Апоптоз
2. Онкоз.

Физиологическая и возрастная гибель клеток, как правило, происходит по механизму апоптоза. Насильственная клеточная гибель может реализоваться как путём апоптоза, так и онкоза.
I. Физиологическая (естественная) гибель клеток. Физиологическая гибель клеток — разрушение клеток в ходе нормального онтогенеза. Благодаря естественной убыли клеток регулируется постоянство состава ткани (структурный, или тканевый, гомеостаз). Другим механизмом его регуляции является регенерация, обеспечивающая обновление и восстановление тканевых элементов.
II. Насильственная гибель клеток. Насильственная форма клеточной гибели — явление патологическое, лежит в основе некроза. Насильственная гибель клеток возникает при воздействии чрезмерного по силе повреждающего фактора. Природа патогена при этом может быть различной — физической, химической, биологической.
III. Возрастная (старческая) гибель клеток. Возрастная гибель клеток наблюдается в стареющем организме. Поскольку однозначного отношения к старости и процессам старения (норма или патология) в современной науке нет, поэтому данную форму клеточной гибели часто выделяют в самостоятельную категорию.
С общебиологической точки зрения возрастную гибель клеток целесообразно было бы рассматривать как разновидность физиологической, поскольку старение является закономерным этапом онтогенеза. Однако с позиций медицины старение представляет собой фон, на котором развиваются различные заболевания, а уже имеющиеся приобретают более тяжёлое течение, и потому считать процессы старения чисто физиологическими было бы неверно.
В основе старения лежит генетически детерминированная репрессия белкового синтеза. Общее количество вновь синтезируемого белкового материала, прежде всего ферментов, в стареющей клетке, прогрессивно уменьшается, что вызывает нарушение клеточного метаболизма, а дегенеративные изменения в стареющих клетках приводят их к гибели. Наряду с угнетением синтеза белков, участвующих в энергетическом и пластическом обмене, происходит торможение синтеза энзимов, контролирующих состояние клеточной ДНК (ферментов репарации ДНК), что способствует накоплению ошибок в структуре наследственного материала и синтезу на дефектной матрице функционально неполноценных белков. Атрофия органов в стареющем организме (возрастная атрофия) и снижение их функциональной активности (полиорганная недостаточность), характерные для старости, обусловлены именно возрастной гибелью клеток.

### Механизмы гибели клеток
Выделяют два основных механизма клеточной гибели:
1. активная форма (апоптоз) — форма клеточной гибели, реализующаяся при участии специального генетически детерминированного механизма саморазрушения, требующего затрат энергии АТФ.
2. пассивная форма клеточной гибели (онкоз) — форма клеточной гибели, при которой не происходит активации энергозависимого генетически детерминированного механизма саморазрушения клетки.
При апоптозе в клетке происходит активация особых генов (летальные гены), на матрице которых синтезируются специальные белки, обеспечивающие разрушение клетки (летальные протеины). При этом клетка не должна испытывать дефицит энергии, т.к. процессы апоптоза требуют определённых энергозатрат, поэтому апоптоз иногда называют энергозависимой (АТФ-зависимой) формой гибели клеток. В условиях тяжёлой гипоксии и недостаточности макроэргических соединений в клетке апоптоз не развивается.
При пассивной гибели активации летальных генов и синтеза летальных протеинов не происходит; клетка погибает на фоне прогрессирующего энергодефицита, обусловленного влиянием внешнего патогена, или же моментально разрушается под воздействием сверхсильного ирританта, например, при действии открытого пламени или агрессивных химических веществ. Пассивную гибель клетки можно сравнить с убийством, а апоптоз — с самоубийством («клеточный суицид»).

### Апоптоз
Здесь излагаются патологоанатомические аспекты проблемы апоптоза.
Программа апоптоза может быть активирована при помощи особых рецепторов на поверхности клеток (экзогенный механизм индукции апоптоза), под влиянием белка p53 в случае необратимого повреждения ДНК (эндогенный механизм) и при недостаточности в межклеточном веществе ингибиторов апоптоза («отмирание по умолчанию»).

#### Классификация форм апоптоза
Различают три формы апоптоза:
- Естественный (физиологический)
- Индуцированный (форсированный)
- Апоптоз клеток в стареющем организме (см. Возрастная гибель клеток).

Естественный апоптоз развивается в физиологических условиях: в периоде эмбриогенеза, при элиминации повреждённых клеток и клеток в состоянии терминальной дифференцировки, в процессе инволюции органов, при дифференцировке некоторых типов клеток, а также у новорождённого вследствие родового стресса. Основное назначение естественного апоптоза — ремоделирование тканей и поддержание тканевого (структурного) гомеостаза. Нарушение реализации естественного апоптоза приводит к развитию так называемых апоптоз-ассоциированных заболеваний (аутоиммунные болезни, злокачественные опухоли и др.).
Индуцированный апоптоз обусловлен или усилен внешними факторами, не имеющими физиологического значения. Например, апоптоз клеток злокачественных опухолей усиливается под влиянием лучевой или химиотерапии, апоптоз лимфоидных клеток развивается при дистресс-синдроме.
Различают следующие формы индуцированного апоптоза:
1. Апоптоз дистресса
2. Инфекционно-токсический апоптоз
3. Неинфекционно-токсический апоптоз (в частности, лекарственный апоптоз)
4. Апоптоз ишемии
5. Апоптоз гиперчувствительности
6. Радиогенный апоптоз
7. Термогенный апоптоз.

1. Апоптоз дистресса — апоптоз клеток, прежде всего лимфоидных, развивающийся вследствие высокой концентрации эндогенных глюкокортикоидов при дистресс-синдроме. Лимфоидные органы при этом могут заметно уменьшаться (гипоплазия лимфоидной ткани), в частности развивается акцидентальная трансформация тимуса у детей.
2. Инфекционно-токсический апоптоз — апоптоз, развивающийся под влиянием продуктов жизнедеятельности микроорганизмов. Так, хорошо изучен апоптоз эпителия желудка под влиянием Helicobacter pyloridis.
3. Неинфекционно-токсический апоптоз — апоптоз, стимулированный различными веществами неинфекционного происхождения, в том числе фармакотерапевтическими средствами (цитостатиками, глюкокортикоидными гормонами и их аналогами).
4. Апоптоз ишемии.  Ишемия — недостаточность снабжения ткани артериальной кровью. При ишемии апоптоз развивается вследствие уменьшения концентрации факторов выживания, распространяемых с артериальной кровью («отмирание по умолчанию»). Так, ядро (центральная область) инфаркта миокарда образовано кардиомиоцитами, разрушающимися путём апоптоза.
5. Апоптоз гиперчувствительности — апоптоз, развивающийся под влиянием иммунокомпетентных клеток в ходе аллергических реакций (реакций гиперчувствительности). Агрессия иммуноцитов может быть настолько выраженной, что формируется некроз (аллергический некроз) или отторжение трансплантированного органа (реакция отторжения трансплантата).
6. Радиогенный апоптоз — апоптоз, стимулированный воздействием ионизирующего излучения. Например, радиогенный апоптоз клеток злокачественной опухоли при её лучевом лечении; апоптоз лимфоидных клеток, подвергшихся облучению.
7. Термогенный апоптоз — апоптоз, стимулированный охлаждением или нагреванием тканей и клеточных культур.

#### Морфогенез апоптоза
В ходе апоптоза можно выделить три морфологически верифицируемые стадии (фазы): ретракция (коллапс) клетки, фрагментация клетки (образование апоптозных телец) и деградация апоптозных телец.
I. Стадия ретракции клетки
Ретракция (коллапс) клетки – уменьшение её в объёме. При этом происходит уплотнение цитоплазмы и содержимого ядра, матрикса органелл (коагуляция цитоплазмы и кариопикноз). Ядро и цитоплазма интенсивнее, чем обычно, воспринимают красители (гиперхромия).
II. Стадия фрагментации клетки (образования апоптозных телец)
В дальнейшем клетка распадается на несколько ограниченных мембраной частей (апоптозных телец). Процесс фрагментации клетки занимает несколько минут (максимально известная длительность апоптоза 7 суток). В тканях с высоким содержанием фагоцитирующих клеток (например, в печени, лёгких, лимфоидных органах) фрагментация клетки, погибающей путём апоптоза, может не происходить — апоптозная клетка распознаётся и фагоцитируется на стадии ретракции (например, гепатоциты в фазе ретракции называются тельцами Каунсильмена).
При световой микроскопии апоптозные тельца в препаратах, окрашенных гематоксилином и эозином, имеют характерный вид. Они небольших размеров (самые крупные тельца достигают размеров малого лимфоцита). Форма телец, как правило, округлая. Такую же форму принимают фрагменты ядра в апоптозных тельцах. Цитоплазма и ядро интенсивно воспринимают красители, поэтому хроматин окрашивается в тёмно-синий цвет, цитоплазма — в насыщенно-розовый или красный. Характерной особенностью тинкториальных свойств апоптозных телец является их равномерная окраска. Кроме того, апоптозные тельца практически всегда располагаются группой на месте распавшейся клетки. Размеры телец внутри скопления различные.
III. Стадия деградации апоптозных телец
Деградация апоптозных телец происходит в основном путём фагоцитоза телец макрофагами и нейтрофильными гранулоцитами.

### Онкоз
Механизм онкоза наиболее детально изучен на примере гипоксической гибели клеток. В патологии человека гипоксическая клеточная гибель является весьма актуальной проблемой, поскольку данный тип гибели клеток определяет развитие инфаркта как широко распространённой формы некроза. Знание биохимии этого процесса позволяет создавать и внедрять в медицинскую практику фармакотерапевтические средства, обеспечивающие сохранение в зоне гипоксии клеток с обратимыми нарушениями метаболизма. Это способствует уменьшению объёма тканевых повреждений. Электронно-микроскопическое изучение гипоксической гибели клетки позволило выделить несколько стадий этого процесса.
Ниже приводится обобщённая схема онкоза, не учитывающая особенностей разных типов клеток и природу повреждающего агента.
Фазы гипоксической гибели клетки:
1. компенсаторное накопление энергии и закисление внутриклеточной среды
2. декомпенсация энергопродукции и начало гидратации клетки
3. усиление гидратации клетки и появление видимых изменений в митохондриях
4. деструкция внутренней мембраны митохондрий
5. массивное разрушение внутриклеточных мембран.

#### 1 фаза
1 фаза — компенсаторное накопление энергии и закисление внутриклеточной среды. Гипоксия, вызывая угнетение окислительного фосфорилирования, ведёт к дефициту макроэргических соединений в клетке. Снижение парциального давления кислорода в клетке (в норме оно составляет не менее 1 мм ртутного столба) приводит к активации одного из ключевых ферментов гликолиза — фосфофруктокиназы. Гликолиз, несмотря на свою незначительную эффективность, на некоторое время компенсирует производство АТФ в клетке. Однако в ходе гликолиза в больших объёмах  образуются органические кислоты, прежде всего лактат, что вызывает закисление внутриклеточной среды (интрацеллюлярный ацидоз).
Снижение внутриклеточного рН стабилизирует клеточные мембраны и способствует образованию гетерохроматина, вследствие чего ядро клетки уменьшается («сморщивается») и интенсивно воспринимает ядерные красители (гиперхромия, или гиперхроматоз). Стабилизация мембран и образование гетерохроматина являются компенсаторными процессами, т.к. ведут к снижению интенсивности обмена веществ в клетке вследствие инактивации мембранного транспорта и репрессии части генома. Это имеет важное значение для клетки в состоянии энергетического дефицита, поскольку, снижая интенсивность метаболизма, клетка сохраняет свои ресурсы и может более длительное время существовать в неблагоприятных условиях. Такой экономный режим даёт дополнительный шанс клетке для выживания.
Гиперхромия ядра и его сморщивание в патологической анатомии обозначаются термином «кариопикноз». Цитоплазма вследствие внутриклеточного ацидоза начинает воспринимать основные красители (например, гематоксилин), т.е. проявляет свойства базофилии. Ранее подобное изменение тинкториальных свойств цитоплазмы расценивали как её коагуляцию (уплотнение).
Описанное выше состояние характерно не только для клеток, испытывающих дефицит кислорода, но и для некоторых клеток злокачественных опухолей, получивших название гипоксических. В отличие от нормальных, гипоксические опухолевые клетки адаптированы к длительному существованию при относительно низких значениях парциального давления кислорода в среде. Поэтому ядро их гиперхромно, а цитоплазма имеет более или менее выраженный базофильный оттенок. Гипоксические клетки обладают значительным злокачественным потенциалом. Они не только адаптированы к дефициту кислорода, но и являются радиорезистентными опухолевыми клетками, т.е. устойчивыми к воздействию ионизирующего излучения, которое используется в лечении злокачественных новообразований (лучевая терапия).

#### 2 фаза
2 фаза — декомпенсация энергопродукции и начало гидратации клетки. При прогрессировании гипоксии компенсаторный механизм синтеза макроэргов рано или поздно истощается. Прежде всего это обусловлено расходом запасённых ранее в клетке гликогена и липидов, а также прекращением поступления извне глюкозы и других энергетических субстратов. Восстановленная за счёт гликолиза концентрация АТФ вновь снижается.
Энергетический дефицит прежде всего сказывается на работе ионных каналов плазмалеммы, особенно Na-K-АТФазы. В результате недостаточной активности этих каналов клетка теряет калий и насыщается натрием, поступающим в протоплазму из интерстициального сектора по градиенту концентрации. Ионы натрия, в отличие от ионов калия, обладают значительно более высокой осмотической активностью (гидрофильностью). Вслед за натрием в клетку поступает вода, которая первоначально концентрируется в цистернах эндоплазматического ретикулума.
На электронограммах они выглядят как мелкие пузырьки со светлым содержимым. В классической патологии эти пузырьки получили название «вакуолей» по аналогии с вакуолями растительных клеток, а сам процесс их образования — гидропической (вакуольной, водяночной) дистрофии. Благодаря гидратации уменьшается выраженность интрацеллюлярного ацидоза, т.е. умеренная гидратация клетки, испытывающей дефицит кислорода, является компенсаторным механизмом.
Сморщенное в первой фазе онкоза ядро начинает расправляться и увеличиваться вследствие поступления в нуклеоплазму воды. Ядро становится более светлым, однако это происходит не за счёт эухроматинизации, а вследствие гидратации. В патологии такое изменение ядра получило название дисфункционального набухания ядра. Гетерохроматин распадается на мелкие глыбки и равномерно распределяется по территории ядра или концентрируется под кариолеммой (гиперхроматоз стенки ядра).

#### 3 фаза
3 фаза — усиление гидратации клетки и появление видимых изменений в митохондриях. Если гипоксия не устранена, процессы повреждения в клетке переходят в качественно новую стадию, вовлекая центры энергопродукции — митохондрии. Первым признаком гипоксического повреждения митохондрий является конденсация (уплотнение) их матрикса, вследствие чего на электронограммах он выглядит тёмным (электронно-плотным). Межмембранное пространство расширяется, за счёт чего общий объём митохондрий остаётся прежним. Наиболее важная в функциональном отношении структура митохондрий — внутренняя мембрана — на этом этапе сохранна, поэтому при устранении гипоксии происходит полное восстановление жизнедеятельности клетки.
Помимо изменений в митохондриях, нарастает гидратация клетки, вакуоли продолжают увеличиваться. Клетка также увеличивается за счёт накопления в протоплазме воды. Прогрессирует дисфункциональное набухание ядра.
Первые три фазы гипоксической клеточной гибели являются обратимыми (паранекроз), несмотря на выраженные морфологические и функциональные отклонения. Это характеризует высокую степень прочности и надёжности конструкции биологических систем.

#### 4 фаза
4 фаза — разрушение внутренней мембраны митохондрий. Данная фаза является стартом некробиоза — необратимого нарушения жизнедеятельности клетки. Ключевым событием становится деструкция митохондриальных эндомембран. Этому предшествует их набухание (гидратация) и образование в матриксе кристаллов кальция (кальциевые конкреции, микрокристаллические включения). На электронограммах митохондрии выглядят увеличенными, матрикс их обычно светлый с чёрными пятнами кальциевых конкреций.
Тени кристаллов кальция имеют чёткие границы, разнообразную форму и размер. Образование микрокристаллических включений происходит вследствие накопления в митохондриальном матриксе ионов кальция, поступающих в клетку из интерстициального сектора по градиенту концентрации из-за нарушения функции кальциевых каналов плазмалеммы. Селективное накопление кальция в митохондриях происходит потому, что во внешней мембране этих органелл локализованы кальциевые каналы, активно перекачивающие избыток ионов кальция из гиалоплазмы в митохондриальный матрикс, поэтому митохондрии служат депо кальция.
Прогрессирует гидропическая дистрофия и дисфункциональное набухание ядра. Крайняя степень выраженности гидропической дистрофии называется баллонной дистрофией. При этом вакуоли сливаются между собой. Увеличиваются также лизосомы, подвергающиеся интенсивной гидратации. Клетка в целом увеличена, ядро её светлое (пузырьковидное), цитоплазма также светлая (оптически пустая), поскольку вследствие гидратации плохо воспринимает красители. Иногда цитоплазма приобретает «пенистый» вид из-за наличия множества тесно расположенных вакуолей.

#### 5 фаза
5 фаза — массивное разрушение мембран и утрата наследственной информации. Клетка резко увеличена вследствие гидратации. Под влиянием гидростатического давления происходит разрыв мембран ядра и органелл. Высвобождающиеся при этом из лизосом гидролазы самоактивируются в кислой среде погибающей клетки и переваривают её содержимое, в том числе происходит ферментативное расщепление хроматина и уничтожение наследственной информации. Такое самопереваривание клетки под влиянием собственных лизосомальных гидролаз называется ауто́лизом. В целом разрушение клетки носит название цито́лиз (расплавление цитоплазмы — плазмо́лиз, или плазмоли́зис, расплавление ядра — карио́лиз, или кариоли́зис).
Таким образом, основными изменениями ядра являются кариопикноз, гидратация (дисфункциональное набухание) и кариолиз; изменения митохондрий — конденсация матрикса, гидратация (набухание), образование кальциевых конкреций и деструкция мембран; изменения цистерн эндоплазматической сети и комплекса Гольджи — гидратация с формированием вакуолей, их слияние и разрушение; изменения лизосом — гидратация (набухание) и разрушение, сопровождающееся активацией кислых гидролаз и аутолизом клетки. Изменения цитоплазмы в целом характеризуются её базофилией, гидратацией и плазмолизом.

#### Кальций — триггер некробиоза
Важную роль в механизме онкоза играет кальций, т.к. ионы кальция вызывают необратимое повреждение митохондриальных эндомембран, благодаря чему клетка проходит точку необратимости и её гибель становится неизбежной.

Кальций — преимущественно внеклеточный ион. Внутри клетки кальция в 1000—10000 раз меньше, чем во внеклеточной среде. Митохондрии являются депо кальция: 90% внутриклеточного кальция находится в этих органеллах
. Жёсткий контроль распределения кальция в клетке связан с тем, что ионизированный (свободный) кальций, являясь вторичным мессенджером, активирует различные процессы, в частности, осуществляет активацию фосфолипаз, участвующих в разрушении клеточных мембран.
При дефиците АТФ в клетке нарушается работа не только ионных каналов, контролирующих концентрацию в клетке натрия и калия, но и кальциевых насосов. Кальций по градиенту концентрации поступает в клетку и накапливается в митохондриальном матриксе (кальцификация митохондрий). Когда кальций-связывающий резерв матрикса истощается, кальций появляется в клетке уже в активной (свободной) форме, способствуя ферментативной деструкции мембран.
Применение блокаторов кальциевых каналов (антагонистов кальция), замедляющих поступление кальция в повреждённую клетку, способствует пролонгированию паранекроза. Показано, что антагонисты кальция уменьшают объём повреждения сердечной мышцы в случае их использования в комплексной терапии инфаркта миокарда. Однако применение одних блокаторов кальциевых каналов не может предотвратить гибель клетки. Для этого требуется устранение гипоксии и нормализация энергопродукции в клетке при условии, что точка необратимости клеткой ещё не пройдена.

## Изолированное разрушение межклеточного вещества
Ткань состоит из клеток и межклеточного вещества (экстрацеллюлярного матрикса). Объём последнего в некоторых тканях (прежде всего в волокнистой соединительной ткани) преобладает над клеточной массой, поэтому процессы изолированного разрушения межклеточного вещества могут приобретать самостоятельное значение. Обратимая деградация основного вещества волокнистых тканей в отечественной патологической анатомии получила название «мукоидного набухания» (термин введён А. И. Струковым в 1961 г.). При этом высокомолекулярная гиалуроновая кислота, входящая в состав протеогликанов и коллагеновых волокон, подвергается ферментативному гидролизу. Прогрессирование изменений может привести к гибели клеток и развитию некроза (фибриноидный некроз), при умеренно выраженном мукоидном набухании структура ткани полностью восстанавливается после прекращения действия патогена.

## Некроз
Некрозом как самостоятельной формой биологической деструкции называется разрушение ткани, т.е. комплекса клеток и межклеточного вещества (а не только клеток) в живом организме (in vivo). Так как при этом происходит гибель части многоклеточного организма, его иногда называют «местной смертью».
Нередко некроз ткани жизненно важного органа приводит к смерти организма. В других случаях смерть наступает на преднекротической стадии вследствие тяжёлых расстройств метаболизма повреждённой ткани.
Несмотря на то, что некроз развивается в ткани, образованной как клетками, так и межклеточным веществом, ключевым событием некроза является клеточная гибель (как в форме онкоза, так и апоптоза). Иногда в условиях патологии тканевая деструкция начинается с деградации межклеточного вещества, а позднее в процесс вовлекаются клетки. Это происходит при развитии так называемых фибриноидных изменений в волокнистой соединительной ткани и в ткани сосудистых стенок. До тех пор, пока процесс ограничен лизисом межклеточных структур, фибриноидные изменения называют фибриноидным набуханием; при гибели клеток в очаге фибриноидного набухания процесс называется некрозом (фибриноидный некроз).

### Классификация форм некроза
Основными принципами классификация форм некроза являются патогенетический (по механизму развития некроза) и клинико-морфологический. Частично содержание этих классификаций совпадает (например, инфаркт включается в оба принципа классификации). Кроме того, клинико-морфологическая классификация не является логически корректной, т.к. её рубрики частично, а в ряде случаев полностью, пересекаются объёмами понятий. Так, сухая гангрена может быть отнесена в равной степени к коагуляционному некрозу, а инфаркт кишки в то же время является гангреной. По существу, клинико-морфологическая типология форм некроза включает все используемые в практической медицине термины, обозначающие некроз.
А. Патогенетический принцип
I. Прямой некроз
1. Травматический некроз
2. Токсический некроз

II. Непрямой некроз
1. Инфаркт (ангиогенный, или сосудистый, некроз)
2. Трофоневротический некроз
3. Аллергический некроз

Б. Клинико-морфологический принцип
1. Коагуляционный (сухой) некроз
2. Колликвационный (влажный) некроз
3. Инфаркт
4. Гангрена
5. Секвестр

Прямой некроз — некроз ткани, на которую непосредственно воздействует повреждающий фактор. В зависимости от природы повреждающего фактора прямой некроз подразделяется на два типа: травматический и токсический.
- Травматический некроз — прямой некроз, возникающий под действием факторов физической природы (механическое воздействие, высокие и низкие температуры, ионизирующая радиация, интенсивное ультрафиолетовое облучение и т.п.).
- Токсический некроз — прямой некроз, возникающий под действием факторов химической природы как неинфекционного, так и инфекционного происхождения.

Непрямой некроз — некроз ткани, на которую повреждающий фактор непосредственно не действует. Его влияние направлено на трофические механизмы, обеспечивающие жизнедеятельность ткани. Так, остановка кровоснабжения ткани приводит к её ишемии (недостаточному насыщению ткани артериальной кровью) и, следовательно, гипоксии, а прогрессирующая ишемия может завершиться развитием некроза. Основными механизмами трофики являются кровообращение, иннервация и иммунный ответ. Соответственно, в зависимости от того, какие механизмы трофики оказываются нарушенными, различают три варианта непрямого некроза: инфаркт, трофоневротический некроз и аллергический некроз.
- Инфаркт (сосудистый, или ангиогенный, некроз) — непрямой некроз, развивающийся при действии повреждающего фактора на сосудистый механизм трофики. При этом происходит нарушения кровообращения в ткани.
- Трофоневротический некроз — непрямой некроз, развивающийся при повреждении нервного механизма трофики. При этом нарушается иннервация ткани. Некроз, вызванный только нарушением иннервации, практически не встречается. В качестве примера некроза, в развитии которого трофоневротический фактор играет заметную (но не ведущую) роль, можно назвать пролежень; в большей степени нарушения иннервации способствуют некрозу при лепре (проказе) вследствие характерного поражения нервных стволов.
- Аллергический некроз — некроз, развивающийся при чрезмерно выраженном иммунном ответе. Повреждающими факторами при этом являются клеточные и гуморальные компоненты собственной иммунной системы. Так как избыточная активность иммунной системы обозначается термином «аллергия», данный тип некроза назван аллергическим.

#### Коагуляционный (сухой) некроз
Коагуляционный некроз — некроз, при котором детрит (разрушенная ткань) имеет плотную консистенцию вследствие обезвоживания (дегидратации).
Этимология. Термин образован от лат. coagulatio — свёртывание, уплотнение.
Классификация. Наиболее важное значение имеют следующие три формы коагуляционного некроза — казеозный, ценкеровский и фибриноидный.
1. Казеозный (творожистый) некроз — коагуляционный некроз, при котором детрит имеет цвет, близкий к белому (белесовато-серый, светло-серый). Цвет детрита при этой форме некроза отражён в слове «казеозный» (греч. caseos — молоко). При спонтанной фрагментации казеозного детрита или его разминании он приобретает вид крошковатой массы, напоминающей творог, отсюда второе название казеозного некроза — творожистый. Казеозный некроз в патологии человека встречается часто, но наиболее характерен для туберкулёза.
2. Ценкеровский (восковидный) некроз — коагуляционный некроз скелетных мышц. Описан немецким патологоанатомом XIX века Фридрихом Ценкером (1825—1898). Встречается при сыпном и брюшном тифах, травмах мышц. Детрит при этом имеет желтоватый цвет и напоминает воск.
3. Фибриноидный некроз — коагуляционный некроз волокнистой соединительной ткани и стенок сосудов. Развивается в очагах хронического воспаления, при аллергической патологии (аллергический некроз), при артериальной гипертензии. Как правило, очаги фибриноидного некроза имеют микроскопические размеры.

#### Колликвационный (влажный) некроз
Колликвационный некроз — некроз, при котором образующийся детрит богат влагой.
Этимология. Термин происходит от лат. colliquatio – расплавление, разжижение.
Разрушенная ткань при этом становится мягкой, кашицеобразной или полужидкой. Влажный некроз чаще встречается в ткани головного мозга, в органах пищеварительного тракта, в лёгких. Первичный колликвационный некроз необходимо отличать от вторичной колликвации — расплавления и разжижения масс сухого некроза.

#### Инфаркт
Инфаркт — некроз, развивающийся в результате нарушения кровообращения в ткани.
Этимология. Термин происходит от лат. infarctus — наполненный, фаршированный, набитый. Это понятие в XIX веке стало использоваться для обозначения очагов некроза более светлого оттенка, чем окружающая нормальная ткань; орган при этом выглядел как будто наполненным, «нафаршированным» инородными массами.
Термин «инфаркт» в настоящее время применяется в двух значениях: помимо варианта некроза, инфарктом традиционно обозначают некоторые паранекротические процессы (например, мочекислый инфаркт и билирубиновый инфаркт).
Классификация. Инфаркт в патологической анатомии классифицируют по трём основным принципам — по механизму развития, по цвету разрушенной ткани и по форме очага некроза на разрезе органа.
I. По механизму развития (по типу формирующегося нарушения кровообращения)
1. Ишемический инфаркт — инфаркт в результате недостаточного снабжения ткани артериальной кровью (т.е. в результате ишемии);
2. Венозный инфаркт — инфаркт вследствие застоя венозной крови.

II. По цвету разрушенной ткани
1. Белый инфаркт — цвет детрита при этом белесовато-серый
2. Красный (геморрагический) инфаркт — инфаркт, при котором детрит пропитывается кровью, изливающейся из повреждённых сосудов (наиболее характерен для лёгких, головного мозга и кишечника)
3. Белый инфаркт с геморрагическим венчиком (наиболее часто встречается в миокарде и почках).

III. По форме очага некроза на разрезе органа
1. Инфаркт неправильной формы
2. Инфаркт конусовидной формы (основание такого конуса обращено к капсуле органа, вершина — к его воротам).

#### Гангрена
Гангрена — некроз тканей, соприкасающихся с внешней средой. Данное определение общепринято в патологической анатомии, но оно не является корректным, т.к. под «внешней средой» для организма человека обычно понимают окружающее его пространство, и следовательно, гангреной необходимо называть только некроз кожи и конъюнктивы глаза. Однако этим термином обозначают также первичный некроз таких внутренних органов, как желудок, кишечник, червеобразный отросток слепой кишки, желчный пузырь, лёгкие.
Этимология. Термин γάγγραινα, трансформированный в русском языке в слово «гангрена», был введён в европейскую медицинскую традицию Гиппократом и образован от глагола γραίνω — грызть, т.е. «гангрена» в буквальном переводе с древнегреческого означает «нечто, грызущее [тело]», «нечто, пожирающее [плоть]». При сухой гангрене конечности погибающая ткань чернеет, а на границе с живыми тканями образуется ярко-красная кайма. Наличие венчика гиперемии вокруг почерневших тканей создаёт впечатление горения, тления и последующего обугливания кожи, что определило старое название «антонов огонь», которым обозначалась сухая гангрена дистальных отделов конечностей при отравлении спорыньёй.
Классификация. Различают две формы гангрены: сухую (мумификацию) и влажную. Особыми разновидностями влажной гангрены являются пролежень (decubitus, декубитальная язва) и нома.
- Сухая гангрена (мумификация) — гангрена, при которой детрит представляет собой плотные сухие массы. Термин «мумификация» в медицине также имеет другое значение — общее высыхание трупа.
- Влажная гангрена — гангрена, при которой детрит богат влагой.
- Пролежень — некроз покровных тканей (кожи или слизистых оболочек) в местах их длительного сдавления.
- Нома — влажная гангрена мягких тканей лица. Характерна для детей при тяжёлом течении кори.

#### Секвестр
Секве́стр — фрагмент разрушенной ткани, свободно располагающийся среди живых тканей, не подвергающийся аутолизу (саморазрушению) и организации (т.е. не замещается волокнистой соединительной тканью).
Этимология. Термин образован от лат. sequestrum — отделяющийся, отторгающийся.
Наиболее часто секвестры формируются в костной ткани при остеомиелите. Между секвестром и жизнеспособной тканью имеется в той или иной степени выраженное пространство, как правило, щелевидное. При обострении процесса это пространство обычно заполняется гнойным экссудатом. Отторжение секвестров (секвестрация) происходит через формирующиеся каналы в окружающих тканях. Такие каналы (свищи, или фистулы) открываются на поверхности кожи или слизистой оболочки. Образование свищей связано с разрушением окружающих секвестр тканей гнойным экссудатом. Благодаря гнойному экссудату секвестр фрагментируется; при этом образуются более мелкие кусочки детрита, удаляющиеся из очага повреждения с оттекающим по свищам гноем. Восстановление ткани (репарация) происходит после полного удаления секвестра.
Структура «секвестральной коробки». Секвестр располагается в секвестральной полости. Со стороны живой ткани полость ограничивается капсулой из грубоволокнистой (рубцовой) ткани — секвестральной капсулой. Капсулу перфорируют внутренние устья свищей. Полость и капсула объединены понятием «секвестральной коробки».
От секвестрации необходимо отличать мутиляцию и некрэктомию.
Мутиляция — спонтанное (самопроизвольное) отторжение некротизированного органа или его части. Например, мутиляция кисти при её гангрене, мутиляция червеобразного отростка при гангренозном аппендиците.
Некрэктомия — хирургическое (оперативное) удаление некротизированных тканей.

### Морфогенез некроза
Разрушение ткани в патологических условиях проходит несколько качественно отличных стадий. Выделяют преднекротическую, некротическую и постнекротическую стадии некроза:
I. Преднекротическая стадия
1. Паранекроз — обратимые дегенеративные изменения
2. Некробиоз — необратимые изменения.

II. Некроз (некротическая стадия)
III. Некролиз (постнекротическая стадия)
1. Аутолиз — разрушение мёртвой ткани под влиянием собственных гидролитических энзимов
2. Гетеролиз — фагоцитоз детрита специализированными клетками
3. Гниение — разрушение детрита под влиянием микроорганизмов.

Некрозу предшествуют изменения их жизнедеятельности в виде нарушения метаболизма. В патологии любые нарушения обмена веществ обозначаются как дегенеративные (дистрофические) процессы. Период дегенеративных изменений клетки, предшествующих её гибели, может быть длительным или, наоборот, кратковременным (преднекротическое состояние). Различают две фазы преднекротической стадии: фазу обратимых дегенеративных изменений (паранекроз) и фазу необратимых изменений (некробиоз). Совокупность дегенеративных и некротических процессов в общей патологии называют альтеративными процессами (alteratio).
Разрушение уже погибших тканей — некролиз — может происходить тремя путями: путём самопереваривания (аутолиз), путём фагоцитоза детрита специализированными клетками (гетеролиз) и путём гниения (разрушения детрита микроорганизмами).

### Микроскопические признаки некроза
При микроморфологическом исследовании в разрушающейся ткани выявляются характерные изменения, возникающие как в клетках (изменения ядра и цитоплазмы), так и в межклеточном веществе. Основным микроскопическим признаком некроза является карио́лиз (отсутствие ядер в поражённых клетках). Вокруг разрушенной ткани формируется воспаление (демаркационное воспаление).
Изменения ядер клеток. Ранние дегенеративные изменения сопровождаются уменьшением ядра и его гиперхромией (кариопикно́з). Последующие изменения зависят от механизма клеточной гибели. Онкоз сопровождается гидратацией нуклеоплазмы и увеличением ядра, которое в тканевых срезах выглядит светлым за счёт отёка (набухание ядра). При апоптозе, напротив, происходит усиление кариопикноза. Изменения ядра клетки при некрозе завершаются его распадом, фрагментацией (кариоре́ксис). Полное разрушение ядра обозначается термином «кариоли́зис» (карио́лиз).
Изменения цитоплазмы. Изменения цитоплазмы зависят от формы гибели клеток. Апоптоз сопровождается уплотнением цитоплазмы вследствие дегидратации матрикса (коагуляция цитоплазмы), цитоплазма при этом окрашивается более интенсивно, объём её уменьшается. При пассивной гибели клетки, напротив, развивается прогрессирующий отёк (гидратация) гиалоплазмы и матрикса органелл. Гидратация цитоплазматических структур паренхиматозных клеток в патологии обозначается термином «гидропи́ческая дистрофия», а резко выраженный отёк органелл (эндоплазматической сети, митохондрий, элементов комплекса Гольджи и т. п.) называется «баллонной дистрофией», или «фокальным колликвационным некрозом клетки». Фрагментацию («глыбчатый распад») цитоплазмы принято обозначать термином «плазморе́ксис», однако в полной мере плазморексис развивается только при апоптозе (фаза образования апоптозных телец). Разрушение цитоплазмы называется плазмоли́зисом (плазмо́лизом).
Изменения межклеточных структур. При некрозе разрушаются также структуры экстрацеллюлярного матрикса (основное вещество и волокна). Наиболее быстро деполимеризуются протеогликаны (основное вещество волокнистой соединительной ткани), длительнее всего разрушаются ретикулярные (ретикулиновые) волокна. Коллагеновые волокна сначала увеличиваются за счёт отёка (набухают), затем разволокняются (разделяются на более тонкие нити) и разрушаются (коллагено́лиз). Эластические волокна распадаются на отдельные фрагменты (эласторе́ксис), после чего разрушаются (эласто́лиз).

### Демаркационное воспаление
Детрит удаляется из поражённой ткани (резорбируется) в ходе так называемого демаркационного воспаления при участии нейтрофильных гранулоцитов и макрофагов (гистиоцитов).
Демаркационное воспаление — воспаление, развивающееся вокруг очага некроза. Демаркационное воспаление, как и воспаление в целом, обеспечивает создание условий для восстановления целостности повреждённой ткани.
Основными микроскопическими признаками воспаления являются полнокровие сосудов (воспалительная гиперемия), отёк периваскулярной ткани (воспалительный отёк) и формирование в ней воспалительного клеточного инфильтрата. Из просвета полнокровных сосудов в очаг повреждения ткани мигрируют гранулоциты и моноциты. Нейтрофильные гранулоциты, благодаря своим лизосомальным энзимам и активным метаболитам кислорода, расплавляют детрит, способствуют его разжижению. Подготовленный таким образом детрит затем фагоцитируется макрофагами (гистиоцитами), образующимися из моноцитов крови или мигрирующими сюда из близлежащих участков волокнистой соединительной ткани.
После удаления (резорбции) детрита происходит восстановление (репарация) повреждённой ткани.
Как правило, очаги деструкции небольшого размера при адекватном течении демаркационного воспаления восстанавливаются полностью (полная репарация — реституция), т.е. на месте повреждённой регенерирует аналогичная ей ткань.
При больших объёмах тканевых повреждений, а также при тех или иных нарушениях демаркационного воспаления очаг некроза замещается рубцовой тканью (плотной неоформленной малососудистой волокнистой тканью). Такое восстановление ткани называется неполной репарацией, или субституцией, а процесс замещения детрита волокнистой соединительной тканью — организацией.
Рубцовая ткань может подвергаться дегенеративным изменениям — гиалинозу и петрификации. Иногда в рубце формируется костная ткань (оссификация). Кроме того, на месте некроза, например, в ткани головного мозга, может образоваться полость (киста).

#### Патология демаркационного воспаления
Течение демаркационного воспаления может нарушаться. Его наиболее уязвимым звеном является функция нейтрофильных гранулоцитов, поэтому различают два основных типа патологии демаркационного воспаления, связанных с недостаточной или повышенной активностью этих клеток в очаге повреждения.
1. Недостаточная активность нейтрофильных гранулоцитов в зоне некроза, как правило, связана с наличием факторов, препятствующих хемотаксису (направленному движению этих клеток в очаг повреждения). При этом часть детрита, иногда значительная, остаётся в ткани, резко уплотняется за счёт обезвоживания и окружается рубцовой тканью, формирующей вокруг некротических масс капсулу. Так, микобактерии туберкулёза обычно тормозят миграцию нейтрофильных гранулоцитов, поэтому в очагах туберкулёзного поражения казеозный детрит резорбируется медленно и сохраняется длительно (персистирует). Особенно характерная персистенция казеозного детрита отмечается при такой форме вторичного туберкулёза, как туберкулома.
2. Повышенная активность нейтрофильных гранулоцитов возникает при обсеменении детрита микроорганизмами, прежде всего гноеродными бактериями. Развивающееся в очаге некроза гнойное воспаление может распространиться на прилегающие здоровые ткани, и в конечном итоге привести к септикопиемии.

### Исходы некроза
Различают благоприятные (полная резорбция детрита с последующей реституцией повреждённой ткани), относительно благоприятные (персистенция детрита, его организация, петрификация, оссификация, образование кисты на месте некроза) и неблагоприятные (гнойное расплавление) исходы некроза.

## Разрушение тканей мёртвого тела
Разрушение тканей тела после наступления смерти происходит путём аутолиза и гниения.
Аутолиз — самопереваривание органов, ткани которых богаты гидролитическими ферментами или другими агрессивными веществами (например, желчными кислотами).
Быстрее всего развивается посмертная панкреомаляция (аутолиз поджелудочной железы), гастромаляция (аутолиз слизистой оболочки желудка) и аутолиз слизистой оболочки желчного пузыря. При затекании желудочного сока в пищевод и дыхательные пути их ткани также подвергаются аутолизу (эзофагомаляция, бронхомаляция и кислая пневмомаляция).
Гниение развивается под действием микроорганизмов. Оно наиболее активно протекает в кишечнике, постепенно распространяясь на другие органы и ткани. Характерный грязно-зелёный цвет гниющей ткани придаёт сульфид железа. Гниение может сопровождаться развитием трупной эмфиземы — образованием в тканях трупа газообразных веществ. Ткани при этом приобретают пенистый вид и крепитируют (потрескивают, хрустят) при пальпации.